# Eudema
Eudema é um género botânico pertencente à família Brassicaceae.